# Banks (bier)
Banks is een biermerk van Barbados. Het bier wordt gebrouwen in Brouwerij Banks Barbados te Saint Michael. 
Banks Caribbean Lager is een blonde lager met een alcoholpercentage van 4,7%. Het bier wordt gebrouwen met mout van tweerijigge gerst uit Groot-Brittannië en Australië en twee hopvariëteiten, Yakima Cluster en Styrian Golding. Het bier werd geïntroduceerd in 1961 en is het populairste bier op het eiland. 